# Aglaia ceramica
Aglaia ceramica é uma espécie de planta na família Meliaceae. É endêmica da Indonésia.